# Loans (South Ayrshire)
Loans est un village situé dans le South Ayrshire, en Écosse.